# TO-92

Dibuix de la part frontal d'un encapsulat IC TO-92 amb números de pins.

El TO-92 és un estil d'encapsulat de semiconductors àmpliament utilitzat principalment per a transistors. La caixa sovint està feta d'epoxi o plàstic, i ofereix una mida compacta a un cost molt baix.

## Història i origen

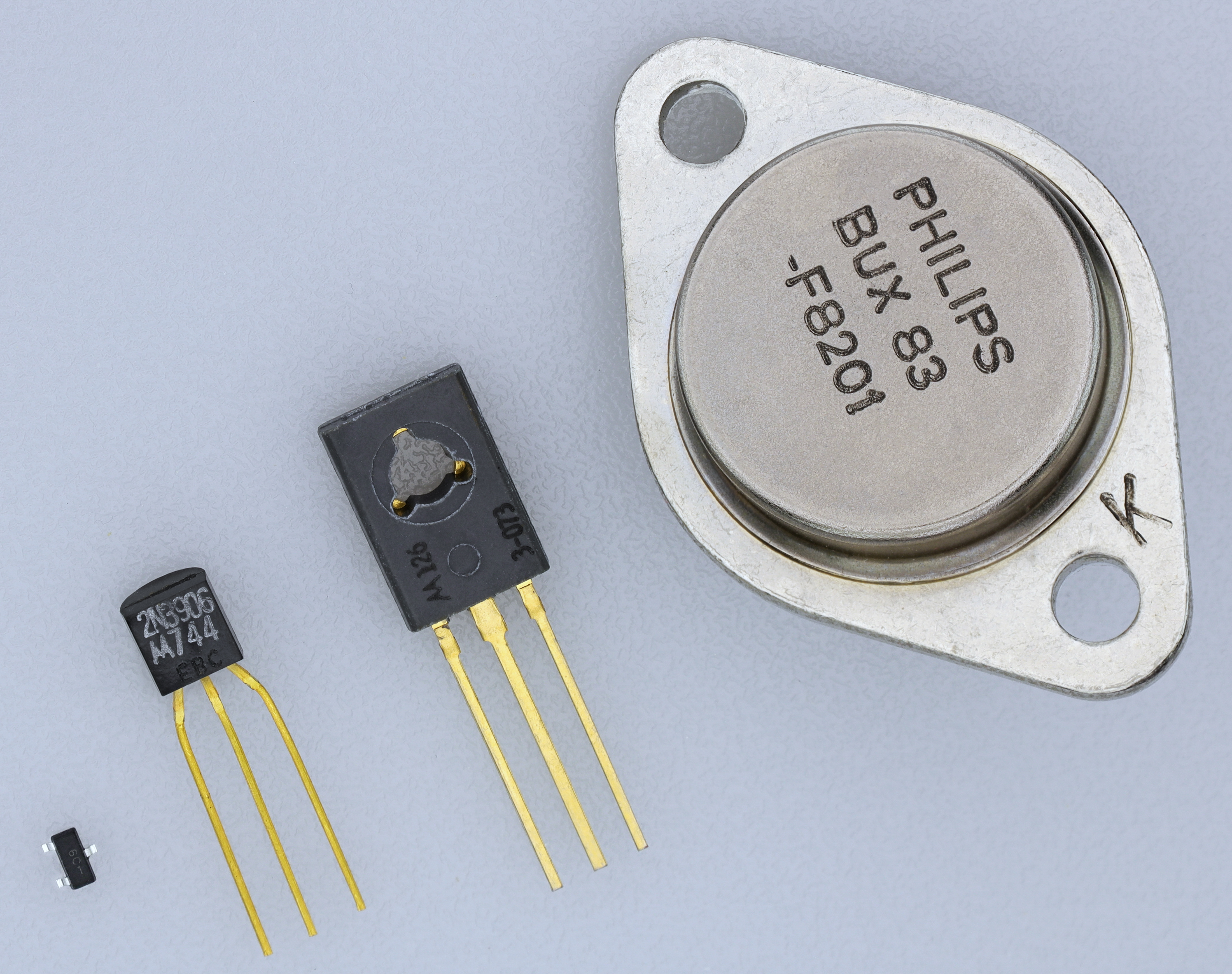
Comparació de mida dels paquets de transistors BJT, d'esquerra a dreta: SOT-23, TO-92, TO-126, TO-3

El descriptor JEDEC TO-92 es deriva del nom complet original del paquet: Transistor Outline Package, Case Style 92. El paquet també es coneix amb la designació SOT54. El 1966 el paquet estava sent utilitzat per Motorola per als seus dispositius 2N3904, entre d'altres.

## Construcció i orientació
La caixa està modelada al voltant dels elements transistors en dues parts; la cara és plana, normalment porta un número de peça imprès a màquina (alguns primers exemples tenien el número de peça imprès a la superfície superior). L'esquena té forma semicircular. Al voltant de la caixa es pot veure una línia de flaix d'emmotllament del procés d'emmotllament per injecció.
Els cables sobresurten de la part inferior de la caixa. Quan es mira la cara del transistor, els cables es configuren habitualment d'esquerra a dreta com a emissor, base i col·lector per a transistors de la sèrie 2N (JEDEC), però, són possibles altres configuracions, com ara emissor, col·lector i base que s'utilitza habitualment per a transistors de la sèrie 2S (japonès) o col·lector, base i emissor per a molts dels tipus de sèrie BC (Pro Electron).

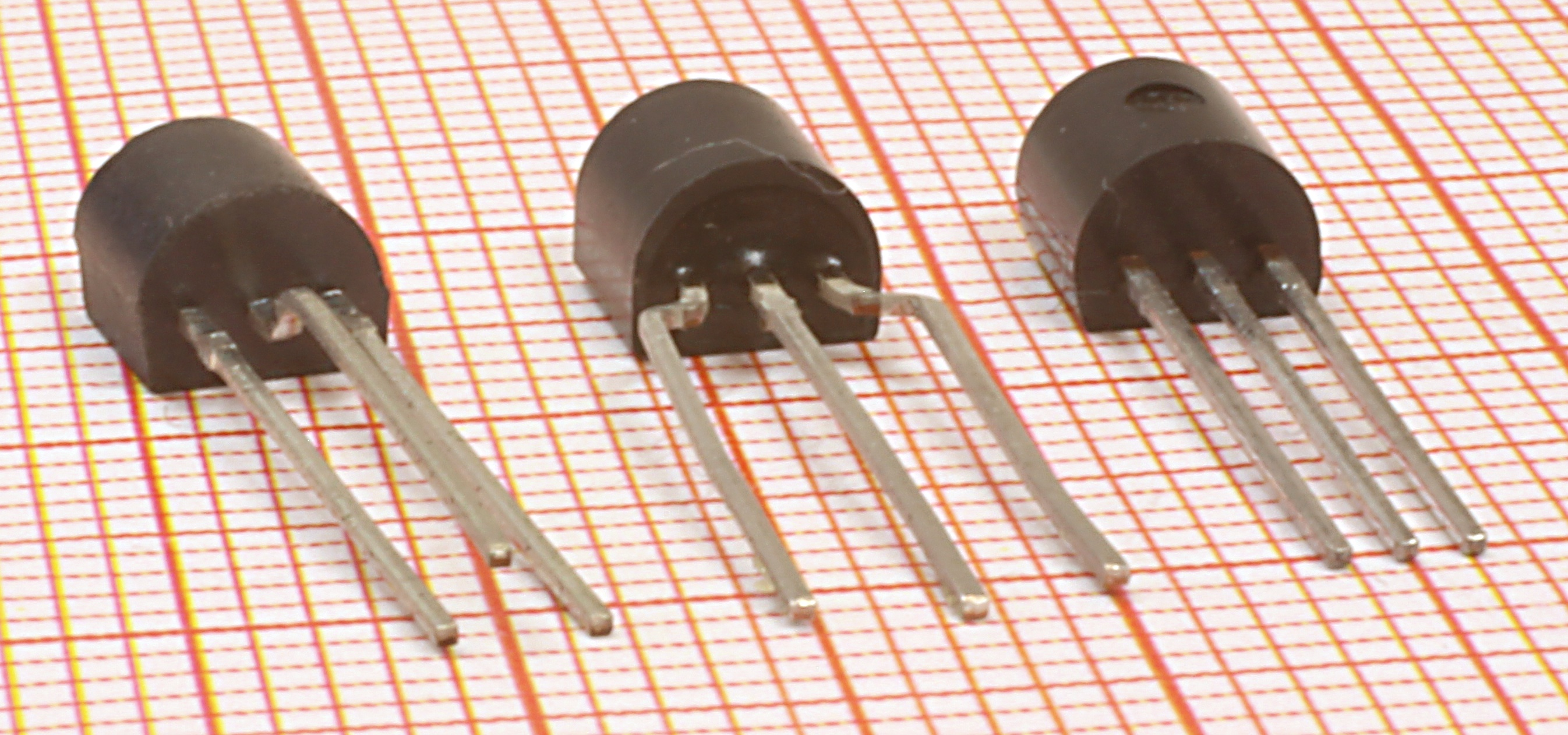
paquets TO-92 amb cables pre-doblats; a l'esquerra per emular una petjada TO-18 (SO-97 a BS 3934, 10A3 a DIN 41868)

Si la cara té un nom de part format només per una lletra i uns quants números, pot ser un número de peça japonès o un Pro Electron. Per tant, "C1234" probablement seria un dispositiu 2SC1234, però "C547" sol ser l'abreviatura de "BC547".
Els cables que surten de la caixa estan espaiats 0,05" (1,27 mm) separades. Sovint és convenient doblegar-los cap a fora a 0,10" (2,54 mm) per fer més espai per al cablejat. Les unitats amb els seus cables pre-doblats es poden demanar per adaptar-se a dissenys de taulers específics, depenent de l'aplicació. En cas contrari, els cables es poden doblegar manualment; no obstant això, cal anar amb compte ja que es poden trencar fàcilment, com amb qualsevol altre dispositiu que estigui configurat manualment.
Les dimensions físiques de la carcassa TO-92 poden variar lleugerament segons el fabricant, però, s'ha de respectar l'espai entre cables d'1,27 mm.